# Consado
consado（コンサド）は、日本の女性ボーカルデュオ。所属事務所はフリー。

## メンバー
- 優未（ゆうみ、1989年4月21日（35歳）- 、B型）北海道函館市出身。
- 武田レイナ（たけだれいな、1991年8月5日（33歳）- 、A型）北海道札幌市出身。

## 来歴
成人式後に歌手を目指して函館から上京した優未と、札幌で小さい頃から歌とダンスのスクールに通い高校卒業後に同じく歌手を目指して札幌から上京した武田レイナは、同じヴォイストレーニングスクールで学んだ後、それぞれソロ歌手として活動していたが、2015年12月偶然同じライブに出演し3年ぶりに再会した。当時ラジオ番組の共演者を探していた優未が怜奈に声をかけ、北海道出身(道産子)という共通点もあり意気投合。2016年2月から渋谷クロスFMで放送されたラジオ番組『道産子が～る』に二人で出演するとともにデュオとしての歌手活動も開始した。（当時のユニット名は「yu-mi & reina」など流動的であった。）
このころ武田レイナは本名の「武田怜奈」名義で2015年6月から予選が始まったフジテレビのオーディション番組『No.1歌姫決定戦』に参戦しており、3次予選を10名中1位で通過してファイナリストとなっていた。しかし2016年9月にフジテレビ地上波で生放送された決勝においてNo.1歌姫の座を逃し、札幌への帰郷を考えるようになる。そんな怜奈に優未が再び声をかけ、「二人でもう一度人生をかけて挑戦しよう」と誘ったのがSHOWROOM (ストリーミングサービス)上のオーディション『TBSホワイトサカス公式テーマソング獲得イベント』であった。「道産子が～る」というユニット名でオーディションに参戦した二人は確かな歌唱力と親しみやすいキャラクターで支持を集め、SHOWROOM上で行われた予選・決勝を突破。2016年11月赤坂サカスの特設ステージで行われた最終公開オーディションでグランプリを獲得した。そしてグランプリの副賞として、Carlos K.がプロデュースするTBSホワイトサカス公式テーマソングでキングレコードからデビューすることが決定した。 

メジャーデビュー時のユニット名「consado」は、二人の共通点であり、デビューのきっかけになったオーディション当時のユニット名にも含まれる「道産子」の逆さ読みに由来する。
メンバーはconsadoのファンを「do民」と呼んでいる。由来は北海道出身者を意味する「道民」であるが、consadoのファンであれば出身にかかわらず「do民」と呼ぶ。ユニット名が「道産子が～る」であった当時はそのまま「道民」と呼んでいた。

2017年1月にシングル「Candle light」でメジャーデビュー。
2018年以降はフリーで年1回ワンマンライブを開催する他、ブッキングライブ出演、路上ライブ等の活動を行っている。
2020年11月から2021年1月にかけてクラウドファンディングサービス「登竜門」にて音楽プロデューサーnao (作曲家)による楽曲プロデュースと全国流通をかけたクラウドファンディングを実施。目標金額100万円に対して264%達成し2021年5月両A面シングル「Ｆ～愛するあなたへ～　／　君とのストーリー」を全国流通で発売した。

## ディスコグラフィ

### シングル
| 枚         | 発売日         | タイトル                                 |
| ---------- | -------------- | ---------------------------------------- |
| 1st        | 2017年1月25日  | Candle light                             |
| 配信限定   | 2018年5月7日   | あなたのようになりたい                   |
| 配信限定   | 2018年12月24日 | 君と～winter love～                      |
| 配信限定   | 2020年8月11日  | 別れの音                                 |
| 2nd・両A面 | 2021年5月19日  | Ｆ～愛するあなたへ～ ／ 君とのストーリー |

### アルバム
| 枚  | 発売日         | タイトル      |
| --- | -------------- | ------------- |
| 1st | 2018年10月12日 | Our beginning |
| 2nd | 2019年11月30日 | Crescendo     |